# Kościół Niepokalanego Poczęcia Najświętszej Maryi Panny w Krakowie (ul. Kopernika)
Kościół Niepokalanego Poczęcia Najświętszej Maryi Panny (dzisiaj bardziej znany pod wezwaniem św. Łazarza od nazwy szpitala) – zabytkowy kościół rzymskokatolicki, szpitalny znajdujący się w Krakowie, w dzielnicy II Grzegórzki przy ulicy Mikołaja Kopernika 19, na Wesołej.

## Historia
W 1634 r. biskup sufragan krakowski Tomasz Oborski poświęcił kamień węgielny pod budowę nowego kościoła dla zakonu karmelitów bosych. Budowa jednak trwała latami, przerwana przez wojnę ze Szwecją, została ostatecznie ukończona w 1683 r., wtedy też uroczystej konsekracji nowej świątyni dokonał biskup sufragan krakowski Mikołaj Oborski. Kościół zniszczony został w czasie konfederacji barskiej w 1772 r., odbudowali go w latach 1780–1782 karmelici, którzy opuścili zabudowania klasztorne wraz z kościołem przekazując je siostrom szarytkom w 1787 r.
W tym czasie przybyło kościołowi nowe wezwanie św. Łazarza od patrona szpitala prowadzonego przez siostry szarytki w dawnym klasztorze. Od 1863 r. kościołem opiekują się księża misjonarze, a w dawnym klasztorze mieściła się administracja szpitala uniwersyteckiego.
Szpital uniwersytecki w 2019 roku sprzedał część swoich nieruchomości miastu Kraków, a rada miasta zdecydowała o przeniesieniu własności gruntów i budynków, wśród których był kościół Niepokalanego Poczęcia, aportem do spółki miejskiej Agencji Rozwoju Miasta Krakowa.
W kościele sprawowane są msze św. w klasycznym rycie rzymskim. Duszpasterstwo wiernych tradycji łacińskiej prowadzone jest przez księży Bractwa Kapłańskiego Świętego Piotra.

## Wygląd i wnętrze
Kościół jest budowlą barokową, nawiązuje do rzymskiej fasady kościoła karmelitańskiego Santa Maria della Scala. Fasadę wieńczy trójkątny szczyt z rzeźbą N. M. Panny pośrodku oraz z figurami św. Teresy z Ávili i św. Jana od Krzyża w narożnikach. Od strony prezbiterium przylegają dwie wieże których budowę ukończono w 1680 r., zakończone hełmami projektu Karola Zaremby z 1885 r.
Świątynia jednonawowa z kaplicami bocznymi otwierającymi się do nawy głównej wysokimi arkadami. Ołtarz główny, dwuplanowy, perspektywiczny poświęcony jest Niepokalanemu Poczęciu Maryi. Ołtarze barokowe, portale i balustrady wykonano w latach 1685–1688 z czarnego marmuru dębnickiego – jest to najbogatszy w Krakowie zespół dzieł wykonanych z tego materiału, a jednolite wyposażenie wnętrza również należy do rzadkości.

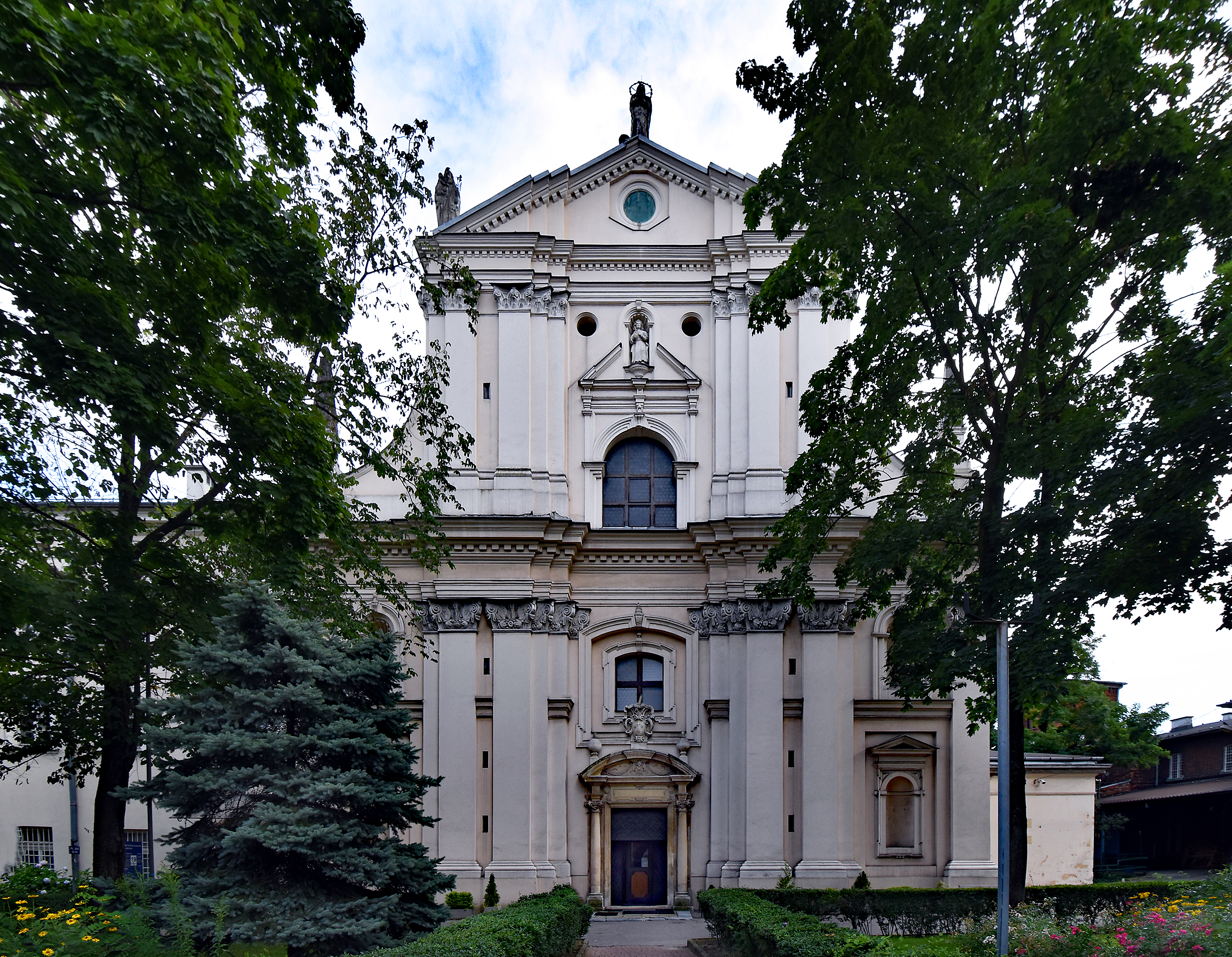
Fasada kościoła
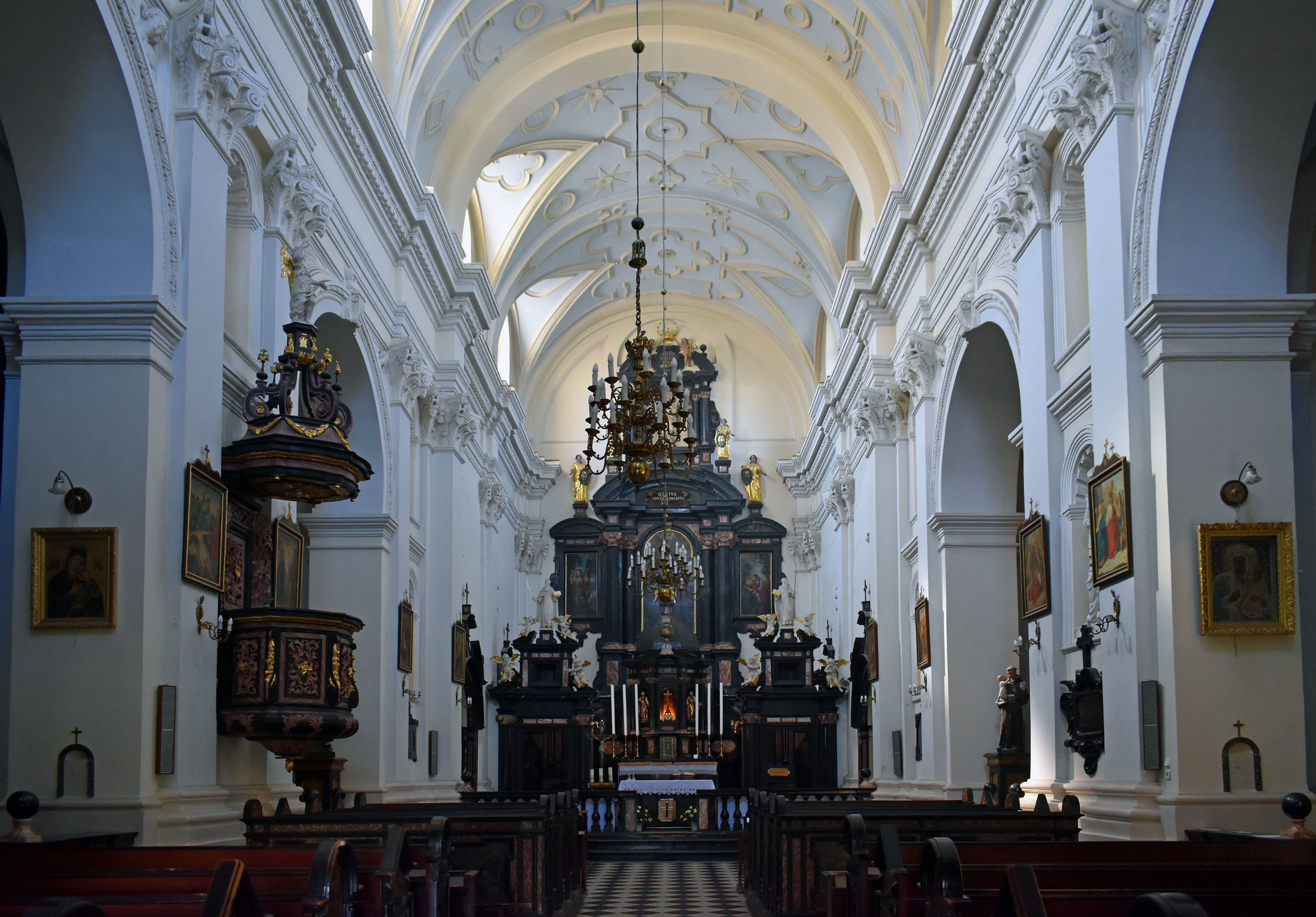
Nawa środkowa
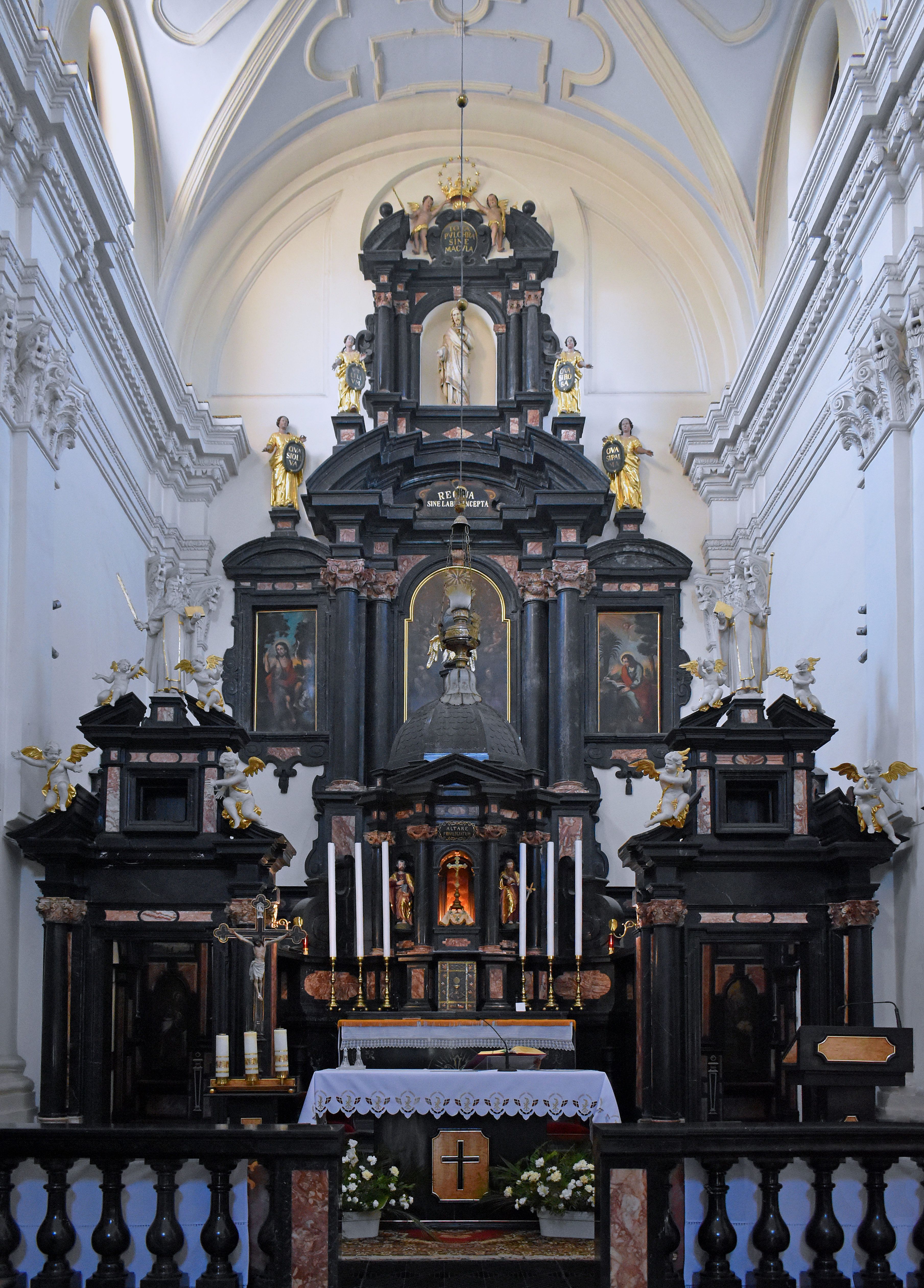
Ołtarz główny
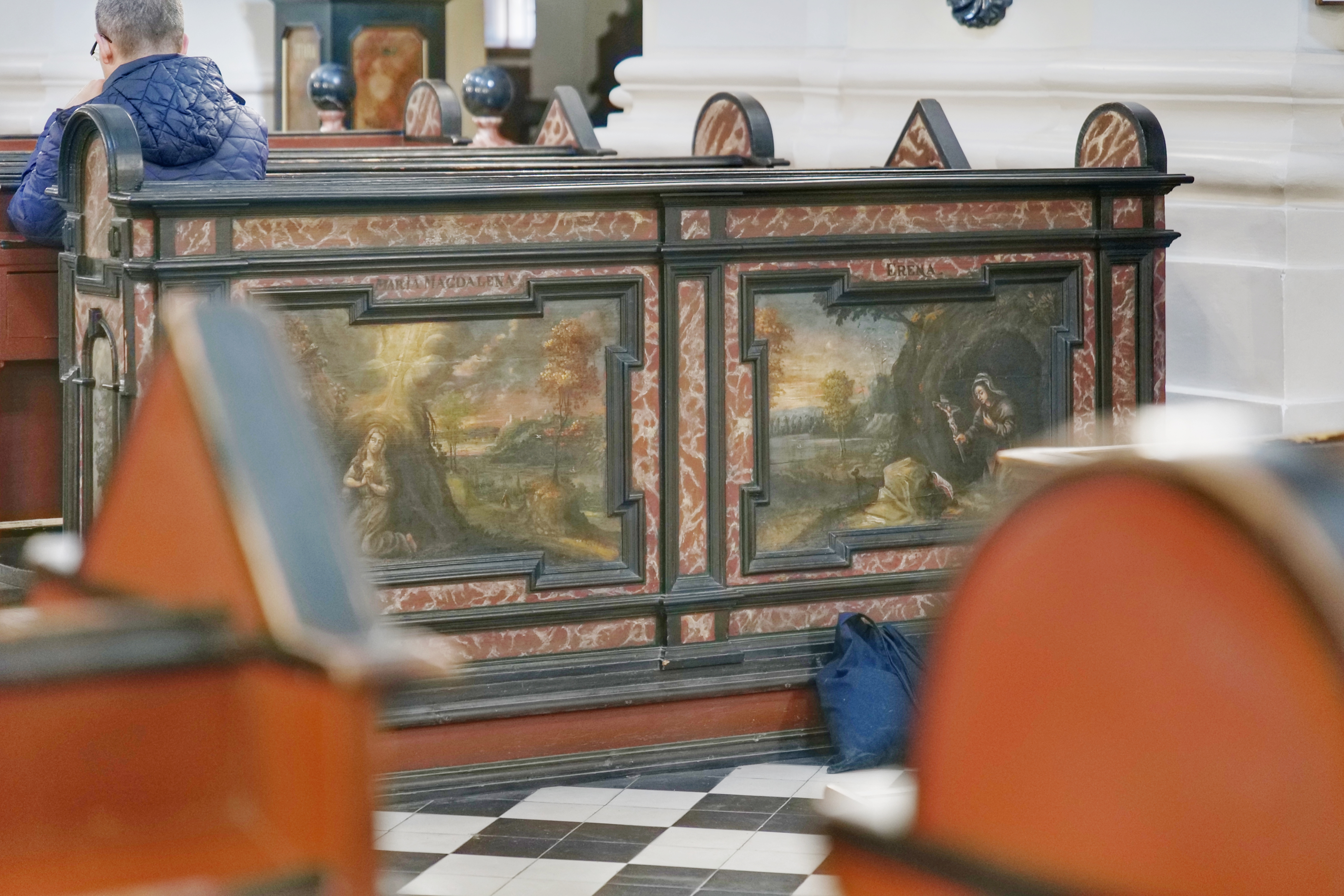
Obrazy na ławach